# Horlogeriemuseum
Het Horlogeriemuseum is een privémuseum van tijdmeters in het centrum van Mechelen. De collectie bestaat uit een torenuurwerk, zandlopers, zonnewijzers, mysterieuze klokken, uitzonderlijke zak- en polshorloges, staande klokken, tafelklokken, wandklokken en reiswekkers. Merkwaardig zijn de klokken die volgens de Franse republikeinse kalender lopen waarbij een dag is ingedeeld in 10 uren van 100 minuten. De tentoongestelde exemplaren dateren van de 16e eeuw tot heden.
Het Horlogeriemuseum was vanaf 1983 gevestigd in het gerestaureerde 16e-eeuwse huis de Wildeman aan de Lange Schipstaat. In 2024 werd het verplaatst naar een locatie in Bonheiden. Het museum wordt beheerd door Jozef Op de Beek en zijn dochter Elke, beide restaurateurs van antieke klokken en horloges. Het museum kan alleen bezocht worden met rondleiding, deze zijn beschikbaar voor groepen en individuele bezoekers.
Naast de antiekstukken zijn er uurwerken ontworpen door Op de Beeck zelf, zoals polshorloges, Perzische poes- of uilhorloges, de schildpadhorloges, de Krugerrand, de magique, de tweewielenskeletklok en de verschillende soorten zandloperhorloges. Ook toont het museum veel antiek gereedschap die uurwerkmakers in de vorige eeuwen gebruikten. Sommige van deze werktuigen hanteert men nog steeds bij de restauratie van antieke uurwerken. Het museum omvat daarnaast een zogenoemde klokkenkliniek, een uurwerkmakerswerkplaats waar uurwerken en klokken hersteld en gerestaureerd worden.
Het horlogeriemuseum bracht tot 2019 jaarlijks een kalenderpenning uit, een horlogemakerskalender die algemeen gekend was in de 18e eeuw.

## Afbeeldingen

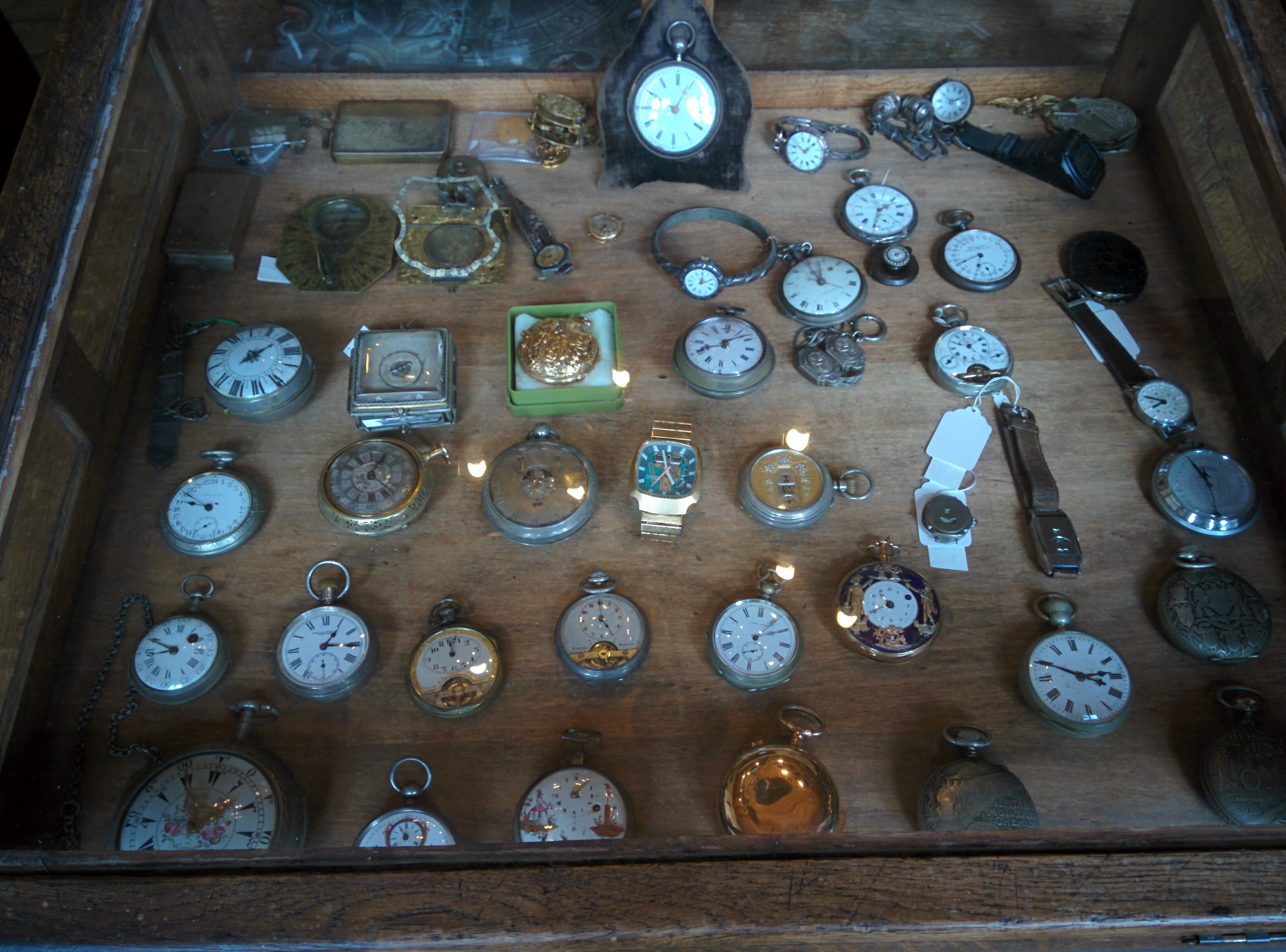
Collectie zakhorloges
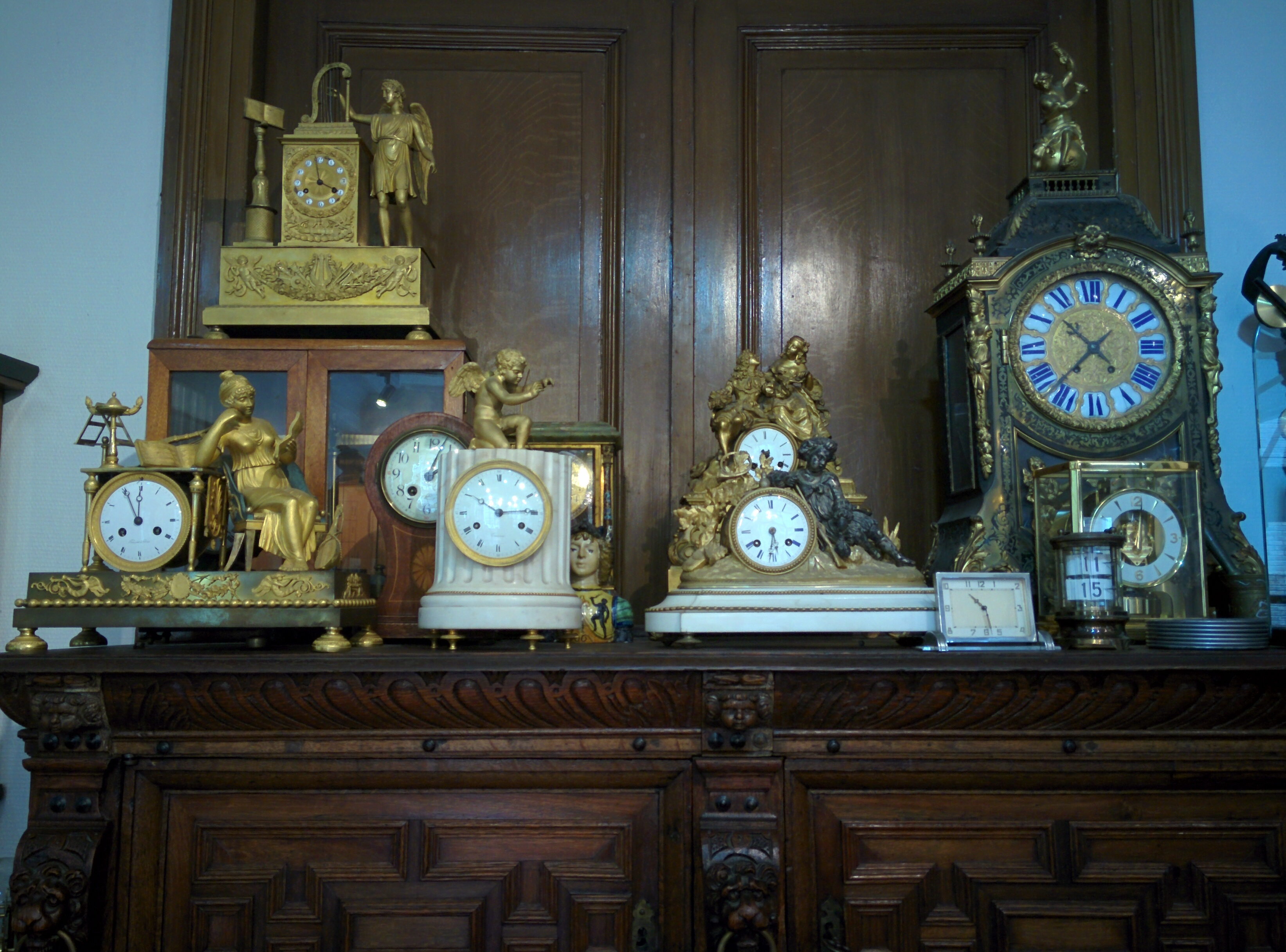
Collectie schouwklokken
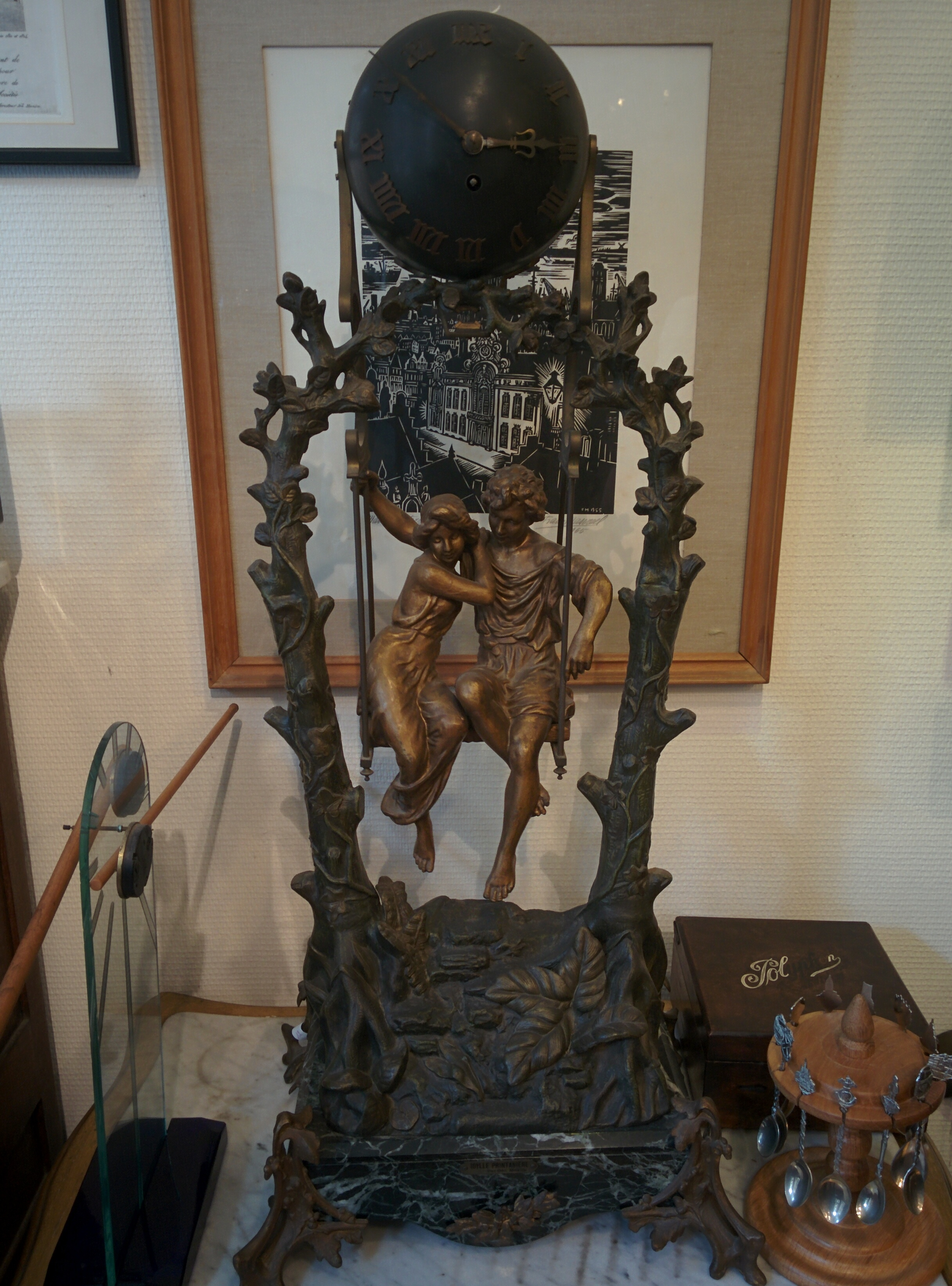
Mysterieuze Klok
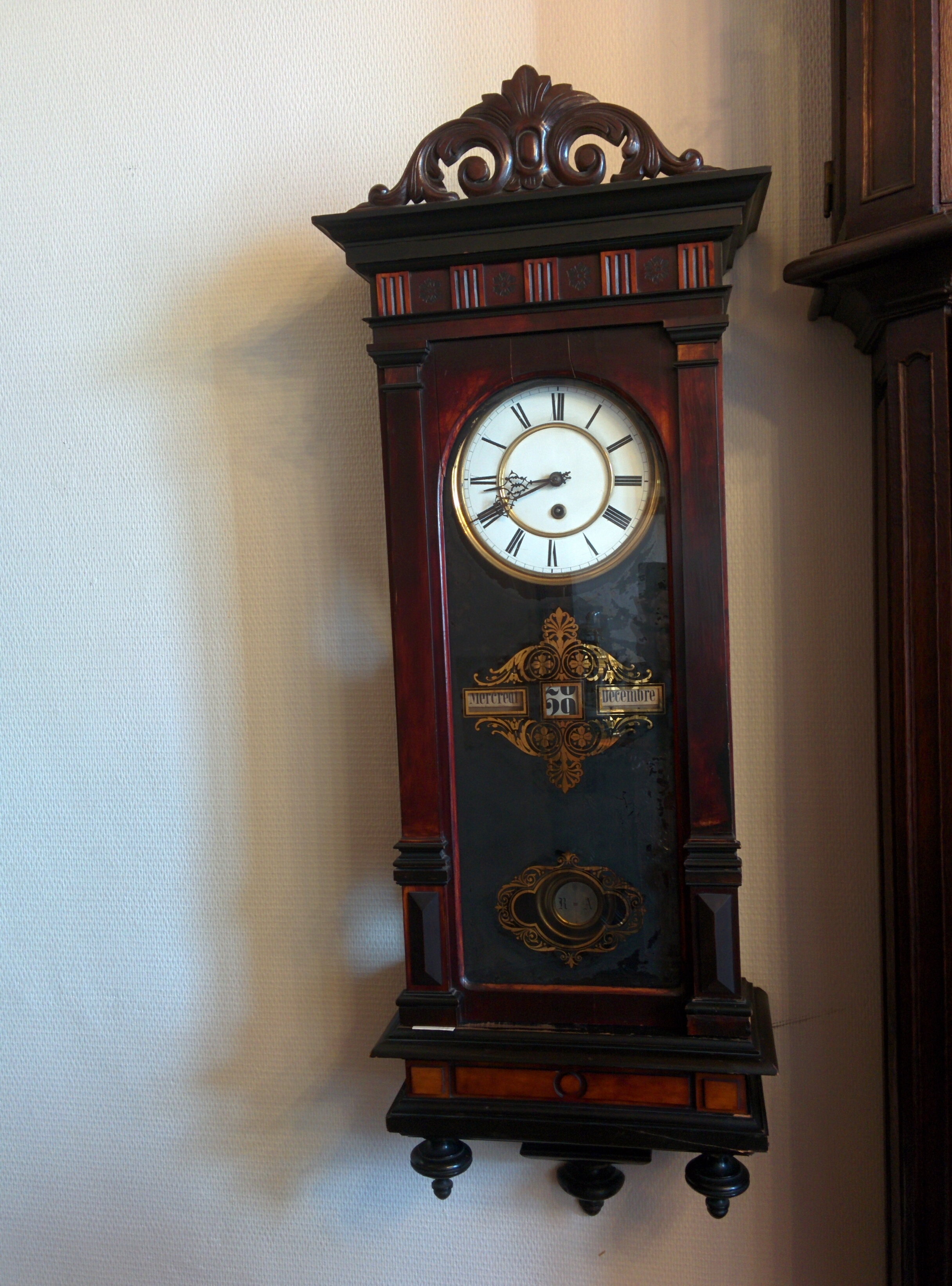
Wandklok
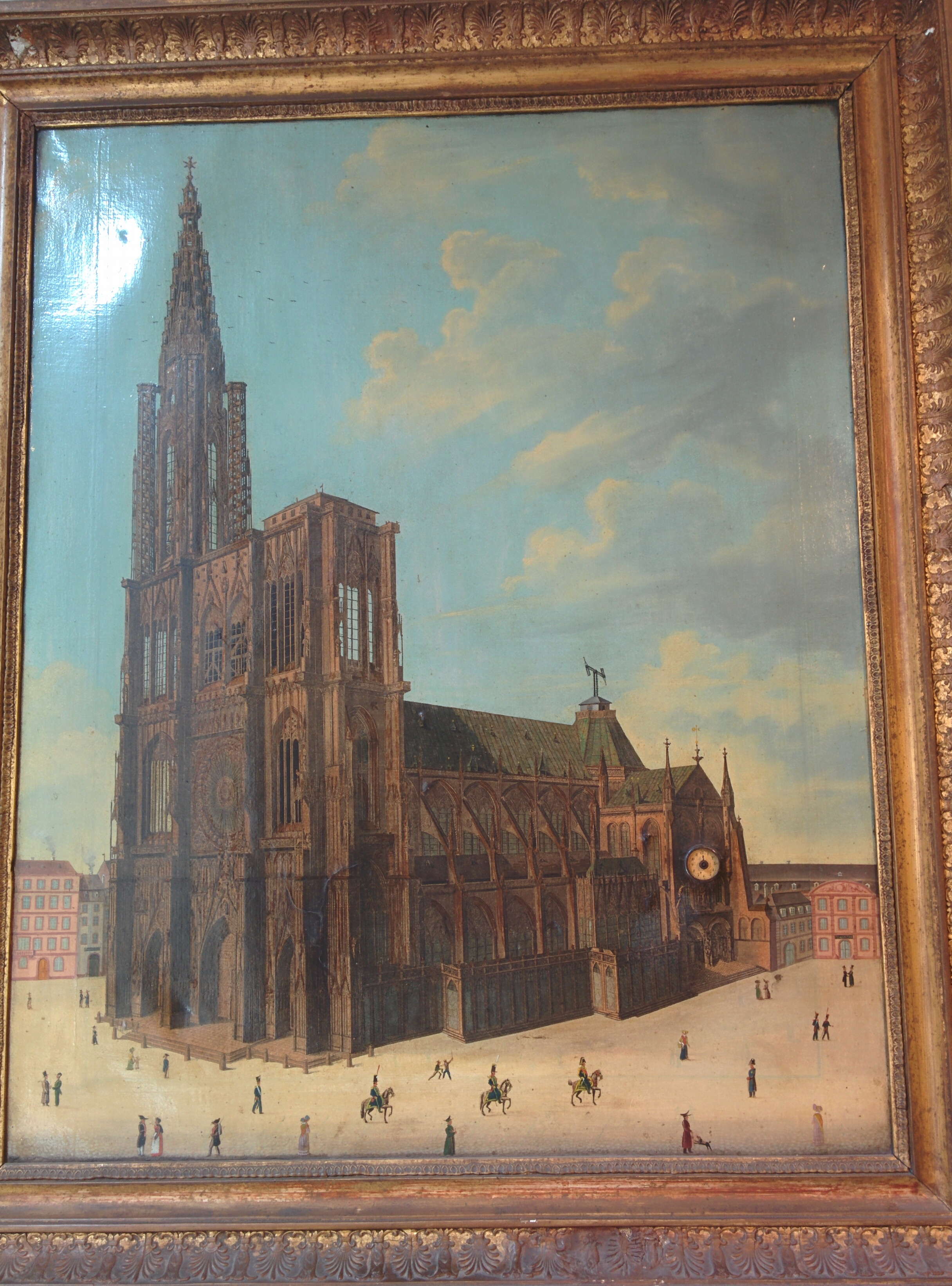
Schilderijklok